# 吕根县
吕根县（Landkreis Rügen）是德国梅克伦堡-前波美拉尼亚州曾经的一个县，首府吕根岛贝尔根。
在2011年梅克伦堡-前波美拉尼亚州的县改革中，吕根县和北前波美拉尼亚县合并为前波美拉尼亚-吕根县，县治施特拉尔松德。

## 地理
吕根县境内波罗的海上的吕根岛是德国最大的岛屿，占了全县面积的95%，吕根县还包括希登塞岛、乌曼茨岛和其他一些小岛。吕根县通过大桥与在陆地上的北前波美拉尼亚县和施特拉尔松德市相邻。吕根县曾是梅克伦堡-前波美拉尼亚州面积最小的县，也曾是继米里茨县后人口第二少的县。